# Tours-sur-Marne
Tours-sur-marne é uma pequena comuna francesa próxima de Reims, no departamento de Marne, na região de Grande Leste. A sua população atingiu 1207 habitantes segundo o censo de 1999, e a sua principal importância é a produção de champagne, da marca Laurent-Perrier.

## Geografia
É uma comuna que se estende por 2351 hectares, na margem norte do rio Marne. O vilarejo de Tours-sur-marne se situa em planícies rurais, fazendo assim parte da cadeia produtiva vinícola da região.
Tours-sur-Marne faz fronteira com as comunas de Bisseuil a oeste; Mutry e Fontaine-sur-Ay ao noroeste; Bouzy e Ambonnay ao nordeste; Condé-sur-Marne a leste;  Jâlons e Cherville a sudeste; Athis ao sul e Plivot e Oiry a sudoeste. Ela se encontra no triângulo Reims  -  Épernay  -  Châlons-en-Champagne, que são as três maiores cidades do departamento.

## História
O nome da comuna provém do latim "turris super mater" (que nos remete a uma fortificação próxima ao Marne, o rio que passa próximo da cidade). O vilarejo é conhecido por esse nome desde o século IX. Porém, graças a resquícios arqueológico foi possível saber que a área já era habitada desde 2000 a.c., e a ocupação durou até o império romano.Durante a ocupação romana, a cidade em si não foi habitada, mas uma região mais ao leste, próxima foi explorada e foi descoberto um fanum(templo), um vilarejo e algumas moradias. E graças a descoberta de um sarcófago, foi comprovado que o local voltou a ser ocupado por Merovíngeos e carolíngios.

## Economia
A maioria da população economicamente ativa (PEA) dessa comunidade está  ocupada no setor vinícola. A cidade oferece uma mão-de-obra bem qualificada, pois os agricultores já começam o trabalho mais cedo: Já no ensino médio, a atividade vinícola faz parte do currículo escolar.

## Pontos Turísticos
- Vinhedos
- Adegas
- Igreja
- Rio Marne